# Regalia: The Three Sacred Stars
Regalia: The Three Sacred Stars (яп. レガリア The Three Sacred Stars Рэгария За Сури: Сэикуриддо Сута:зу) — оригинальный аниме-сериал студии Lantis, срежиссированный Сусуму Тосакой по сценарию Кэйго Коянаги и демонстрировавшийся на различных телеканалах Японии в период с 7 июля по 24 ноября 2016 года. Дизайн персонажей был разработан группой иллюстраторов QP:flapper и перенесён в сериал дизайнером Кимитакэ Нисио. В 2017 году сериал был лицензирован на территории Северной Америки компанией Funimation.

## Сюжет
За двенадцать лет до событий сериала в вымышленном графстве Римгард случилось таинственное происшествие, в ходе которого два гигантских робота учинили множество разрушений, но за последующие годы подробности этого инцидента стали забываться населением мира. К началу действия картины на престоле Энастории утвердилась императрица-подросток Юинсиэль Астерия и на Энасторию начинаются новые нападения роботов. По ходу сюжета выясняется, что названная сестра Юинсиэль Рэна является не человеком, а концептуальным оружием («регалией»), с помощью которой императрица пытается защитить собственную страну.

## Главные герои
Юинсиэль Астерия (яп. ユインシエル・アステリア Юинсиэру Асутэриа)
Сэйю: Каэдэ Хондо
Рэна Астерия (яп. レナ・アステリア Рэна Асутэриа)
Сэйю: Аянэ Сакура

## Критика
Сериал получил низкие оценки рецензентов. На взгляд критика Anime News Network Ника Кримера, характеры персонажей были упрощены до полного копирования устоявшихся в жанре клише, сеттинг не отличался глубиной проработки, а нарративные последовательности содержали большое число смысловых повторов. Кример предположил, что все эти недочёты были вызваны установкой создателей сериала на увеличение экранного времени батальных сцен между роботами. Схожее мнение было высказано и обозревателем The Fandom Post Крисом Бевериджем, отметившим неудачную экспозицию в первых сериях картины. Тем не менее оба рецензента подчеркнули, что, несмотря на серьёзные сюжетные недостатки, Regalia: The Three Sacred Stars обладал плавной анимацией, выполненной на очень высоком уровне, и неплохим внешним дизайном персонажей.